# HD 102878
HD 102878，又名CP-61 2677，SAO 251605、HR 4541，是一颗恒星，视星等为5.7，位于銀經295.99，銀緯-0.6，其B1900.0坐标为赤經11h 45m 33.3s，赤緯-62° -0.6′ 36″。